# علم الرفاهية

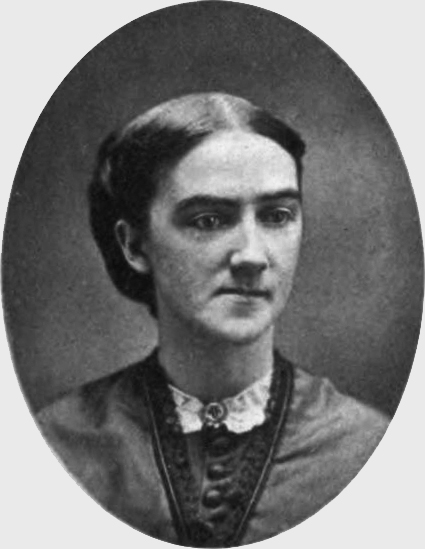

علم الرفاهية (بالإنجليزية: Euthenics)‏ هو «علمٌ يُعنى بتعزيز الرفاهية البشرية من طريق تحسين الأحوال المعيشية وبخاصة ما اتّصَلَ منها بالبيئة».